# Ingvar Cronhammar

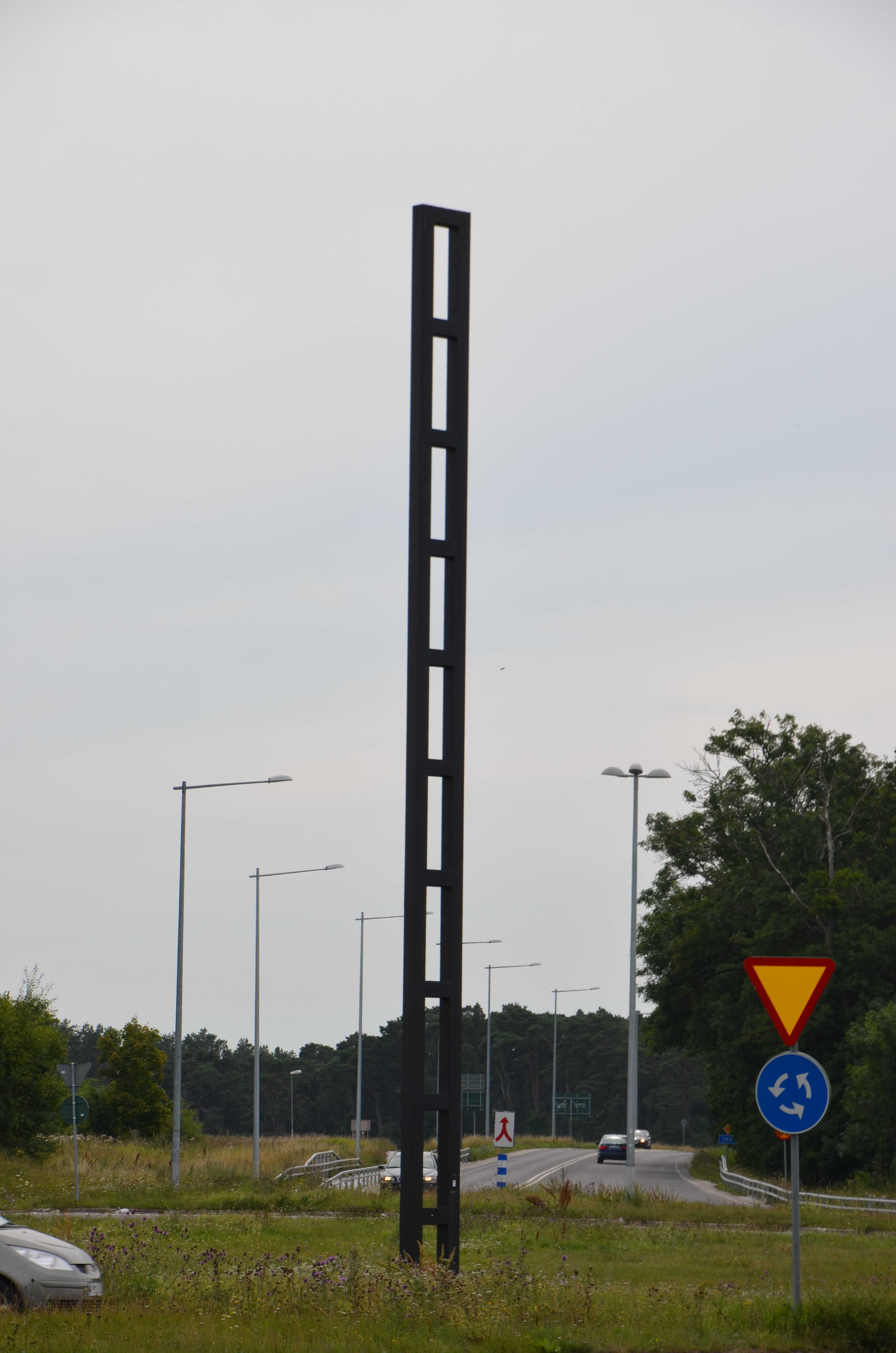
Omen (1993) in Visby (Zweden)

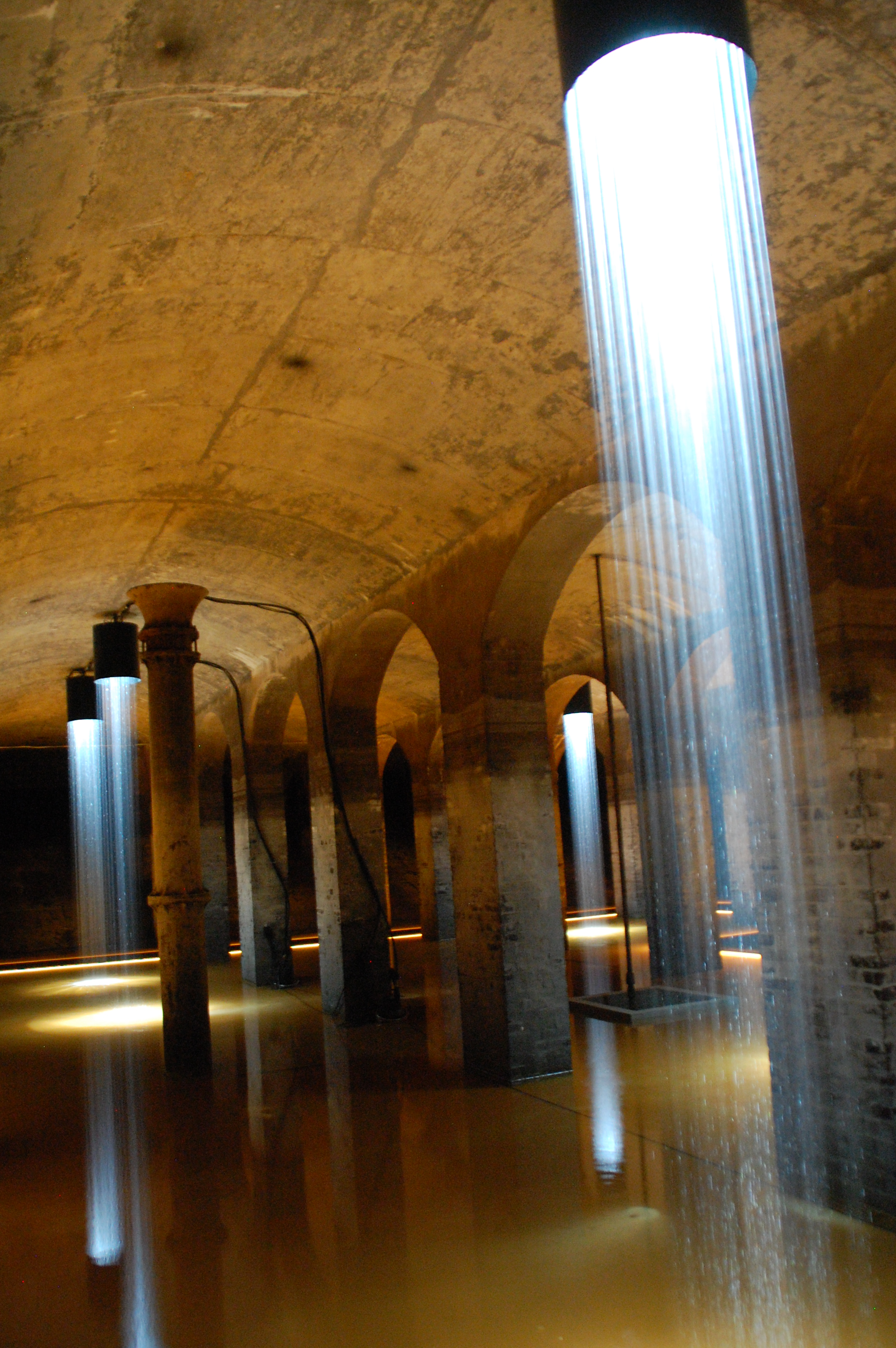
Installation (2015) in Cisternerne, Frederiksberg (Denemarken)

Ingvar Cronhammar (Hässleholm, 17 december 1947 - 20 mei 2021) was een Zweeds-Deense kunstenaar (beeldhouwer).

## Loopbaan
Hij werd geboren in Zweden, maar woonde vanaf 1965 in Denemarken. Hij werd in de jaren 1968-1971 opgeleid aan de kunstacademie in Århus. In de jaren zeventig was hij een prominent lid van de kunstenaarsgroep Zygo, samen met Thorbjørn Laustsen, Per Kramer, Freddy Halle en Niels Erik Jensen. Van 1990 tot 1995 leidde hij de beeldhouwersopleiding van de kunstacademie van Funen in Odense.  

## Werk
Cronhammar is vooral bekend om monumentale environmentsculpturen waarin hij moderne technologie verbindt met natuur en primitieve cultuur uit het verleden. In zijn vroege werk, zoals Koncert for en hjemmeværnsmand (Concert voor een soldaat van de landsverdediging), 1969) ging het hem vooral om conflict en confrontatie. Later kregen zijn werken een sacraal karakter en exploreerde hij de wisselwerking tussen fascinatie en afkeer. Zijn werken werden steeds groter, wat culmineerde in het gigantische Elia (2001), een soort vuurspuwende tempel van donker staal in Herning in Midden-Jutland.   

## Enkele bekende werken
- The Gate (1988) in het Kunstmuseum HEART in Herning
- Juggernaut (1991) in Emdrup
- Eye of the Shadow (1992) in Struer
- Camp Fire (1993) in Odense
- Omen (1993) in Visby (Zweden)
- Elia (2001) in Herning
- Red Fall (2002) in Randers.
- Parkbaenk IV (2011) in Billund